# بویو (بازیکن فوتبال)
آردیلس ژوئواکین دوس سانتوس نتو (به پرتغالی: Ardiles Joaquin dos Santos Neto) معروف به بویو (Buiu) بازیکن فوتبال در پست مهاجم اهل برزیل است که در شهر برزیل و در تاریخ ۵ مهٔ ۱۹۸۰ به دنیا آمده‌است.

## باشگاهی
بویو در کاشیوا ریسول سابقهٔ حضور دارد.